# Eumorsea balli
Eumorsea balli är en insektsart som beskrevs av Morgan Hebard 1935. Eumorsea balli ingår i släktet Eumorsea och familjen Eumastacidae. Inga underarter finns listade i Catalogue of Life.